# Johann Schonenberg

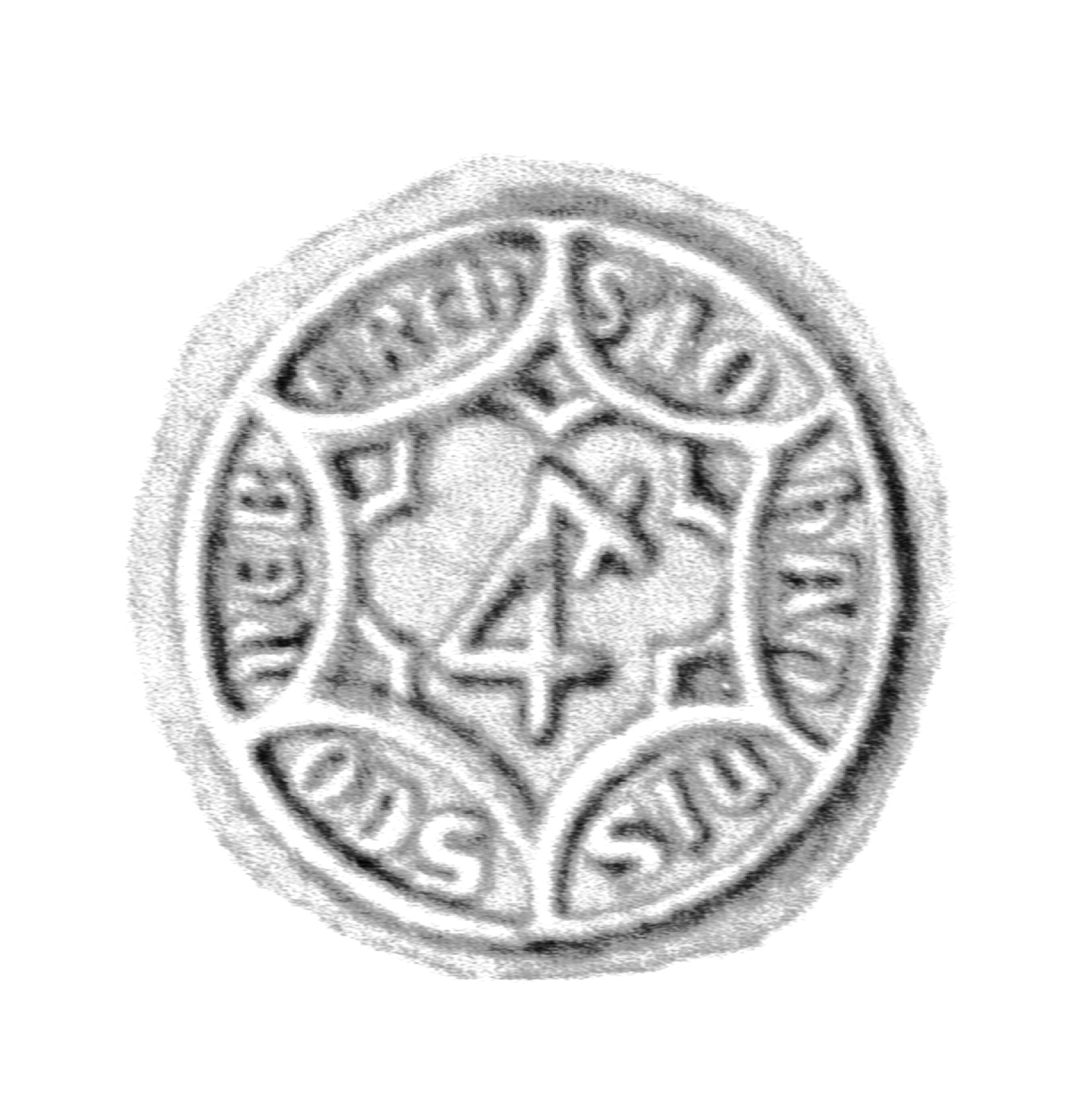
Siegel des Johann Schonenberg um 1411, nur mit seiner Hausmarke

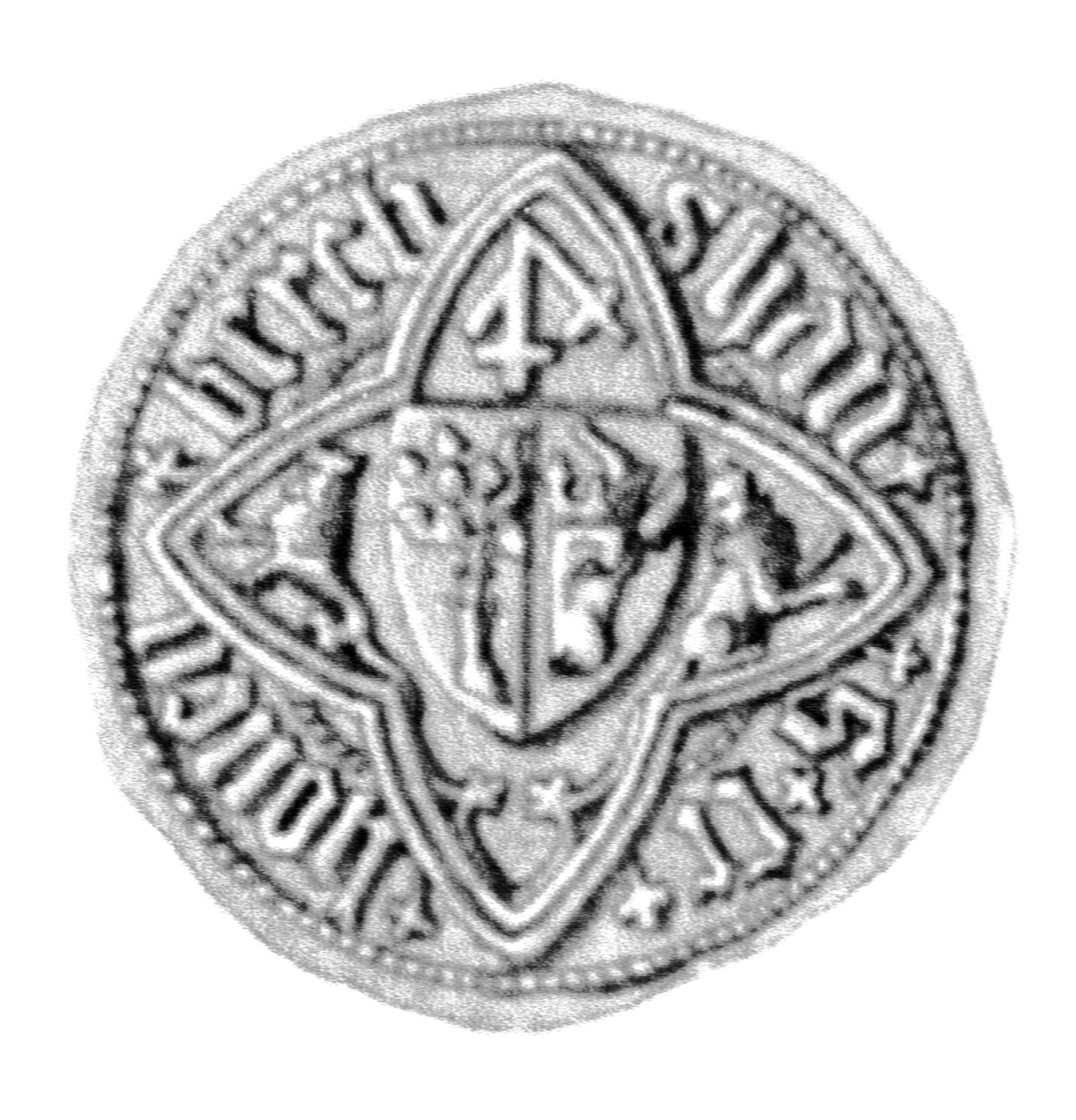
Siegel des Johann Schonenberg um 1412

Johann Schonenberg († um 1423) war kurzzeitig Ratsherr der Hansestadt Lübeck.

## Leben
Johann Schonenberg war ein Lübecker Kaufmann und vermutlich Mitglied des Korporation der Gewandschneider. Er gehörte der Leichnamsbruderschaft in Lübeck an und war 1413 deren Ältester. 1415 war er der Älteste des Clemens-Kalands. In der Zeit der bürgerlichen Unruhen in Lübeck zu Beginn des 15. Jahrhunderts war er Mitglied im aufbegehrenden Bürgerausschuss der 60er. Nach Vertreibung des Alten Rates wurde er 1408 in den Neuen Rat gewählt, dem er bis 1413 angehörte. Von 1408 bis 1411 war er Kämmereiherr der Stadt und Vorsteher des Heiligen-Geist-Hospitals. Er bewohnte seit 1401 das Haus Schüsselbuden 16 gegenüber der Marienkirche in zentraler Lage der Lübecker Altstadt. Das Haus hatte prominente Nachnutzer und ging wegen des später von Hans Drege im 16. Jahrhundert geschaffenen Fredenhagenzimmers in die Lübecker Kunstgeschichte ein. In Testamenten Lübecker Bürger wird er mehrfach als Urkundszeuge und als Vormund aufgeführt.